# Rambaldo Melandri
Rambaldo Melandri è un personaggio della serie di film Amici miei, interpretato da Gastone Moschin.

## Biografia

### La data di nascita
Rambaldo Melandri nasce a Firenze probabilmente nel 1918, qualche anno prima degli amici Perozzi, Mascetti e Necchi. Della famiglia d'origine si sa poco: rimasto completamente solo a metà degli anni Sessanta, l'unica informazione certa è che suo padre era ateo e non lo fece battezzare, lasciandolo libero di scegliere da solo a tale riguardo una volta raggiunta "l'età della ragione".
Da una battuta che il Mascetti fa quando l'amico decide di battezzarsi ("L'età della ragione a quarantott'anni! Suonati!"), si deduce che, anche se Gastone Moschin, che lo interpretava, aveva solo un anno in più di Philippe Noiret, che era il più giovane degli interpreti dei protagonisti, il Melandri sarebbe in realtà più vecchio dei suoi amici, escluso forse il Sassaroli: ciò si deduce dal fatto che il Perozzi parla dei quattro amici (quelli "da sempre") di cui il Melandri fa parte come compagni di scuola e di caserma, e siccome si sa con certezza che il Perozzi è nato nel 1922, sarebbe ragionevole presumere che anche il Melandri sia del 1922, ma in tale caso nel 1966, l'anno in cui il Melandri si battezza, che è lo stesso dello straripamento dell'Arno, il Melandri avrebbe 44 anni e non 48, come dichiarato dal Mascetti e come invece sarebbe se fosse nato nel 1918.
Tutto ciò, dovuto probabilmente ad una incongruenza nel secondo film, può comunque giustificarsi con il fatto che il Melandri è laureato in architettura, quindi potrebbe aver svolto il servizio militare non immediatamente al raggiungimento della maggiore età ma alcuni anni più tardi, dopo aver concluso gli studi, ed aver conosciuto solo durante il periodo di leva gli altri amici (il Perozzi, il Necchi e il Mascetti), che invece si sarebbero frequentati fin dai tempi della scuola.

### Dalle prime zingarate
Cronologicamente, per giustificare, nel secondo capitolo, la presenza del Sassaroli già fin dal 1966, sarebbe giusto dire che la prima zingarata nota sia quella che si conclude nella clinica del professore, futuro quinto membro del gruppo. Il Melandri è lo "zingaro" che sembrerebbe avere maggiore rispetto per la donna e l'unico che non si dedica ad amori occasionali ed extraconiugali, principalmente perché è l'unico dei cinque amici a non essersi mai sposato, ma soprattutto perché è un inguaribile romantico, che non pensa all'amore solo per il gusto del sesso ma lo concepisce come una condizione più angelica. Perennemente alla ricerca di una donna giusta per lui, purtroppo si innamora sempre della persona sbagliata, con cui non riesce mai ad avviare una relazione seria.
Impiegato come architetto al comune di Firenze, il Melandri è l'unico dei cinque amici che sembrerebbe volersi assumere piene responsabilità allo scopo di trovare il vero amore, abbandonando le goliardate degli altri quattro, rimasti incredibilmente infantili. La prima donna di cui lo si vede innamorarsi, che inizialmente scambia per la Madonna in un'allucinazione e poi paragona alle figure letterarie di Laura e Beatrice quando si accorge che esiste davvero, è Donatella, moglie del Sassaroli, che in un primo momento seduce adulterinamente; successivamente, dopo aver parlato francamente al professore, la accoglie a casa sua, come compagna fissa, dovendo però prendere con sé anche le due figlie avute da Donatella col Sassaroli, l'enorme ed esigente cane Birillo e la governante tedesca, tutti molto affezionati reciprocamente tra loro. Donatella si rivela però una psicopatica; oltretutto, sia lei che il Sassaroli non perdono occasione per criticare lo stile di vita umile del Melandri, il quale alla fine viene convinto a porre fine alla relazione dagli amici, con l'aiuto del Sassaroli stesso, alle prese con la sua prima zingarata.
Si scopre poi che nel 1966, quindi prima dei fatti del primo film, ha vissuto un'avventura romantica con Noemi Bernocchi, sorella di un sacerdote che, essendo lei una "baciapile", cioè una fanatica religiosa, ha tentato di conquistare "baciando le pile anche lui". In quest'occasione il Melandri si è fatto battezzare dal reverendo Bernocchi e Noemi gli ha fatto da madrina, mentre il suo padrino, che lo ha quasi affogato nel fonte battesimale assieme a tutti gli amici, è stato il Perozzi. La devozione di Noemi si è rivelata quasi una nevrosi bigotta, costringendo il Melandri alle più misere e umilianti attività religiose e non volendo proprio saperne di concedersi a lui; tuttavia, sedotta dal Melandri attraverso la recitazione di alcuni passi della Bibbia, pur gridando affinché qualcuno la strappi dalle sue braccia, gli si è avvinghiata al collo e da lei si è strappato proprio lo stesso architetto, il quale, rendendosi conto dello straripamento dell'Arno in corso, si è tuffato nelle acque dalla finestra per raggiungere la sua casa e salvare i suoi amati libri, arazzi e mobili antichi ed ha finito per abbandonare sia Noemi che la fede religiosa.
Andato in pensione nel 1985, finisce per ricoverarsi nella clinica dove è ospitato il conte Mascetti, dove si innamora di Amalia Pecci-Bonetti ("due cognomi e gli occhi azzurri come la fata di Pinocchio"), che inizialmente sembra una signora di tutto rispetto e si rivelerà invece una grande sgualdrina, la "più gran puttana di tutta la storia millenaria del meretricio": ad aprirgli gli occhi sarà il Mascetti.
L'insulto che il Melandri rivolge ad Amalia provoca le ire del generale Mastrostefano, che lo sfida ad un duello con la spada che, per accordi fra padrini - gli amici, dediti a una beffa ai suoi stessi danni - si dovrà svolgere all'ultimo sangue. Caduto in una vasca d'acqua, il Melandri viene graziato dal generale e la sua vita continuerà nella clinica, fra le zingarate della vecchiaia con gli amici.

## Analisi del personaggio
È noto che con Amici miei la stagione della commedia all'italiana entra in una fase assai più matura e complessa, una fase che sembra quasi totalmente identificarsi con le opere di Monicelli. La naturalistica fotografia dell'Italia degli anni della ripresa economica, nella sua più completa immersione nella vita sociale rifiorita e rinverdita dopo la seconda guerra mondiale, comincia a scricchiolare, e cominciano a riaffiorare, dopo le prime distrazioni, le problematiche tipiche delle società che, apparentemente stabili, celano in realtà forti pressioni sociali.
In Italia è già iniziata la fase storica della strategia della tensione (vigono gli anni di piombo), ma questa, che appare come scariche di energia accumulate nella storia post-bellica del Novecento, non lambisce tanto quest'opera cinematografica: ad interessare Monicelli sono gli animi dell'uomo intrappolato dietro la sua maschera, secondo motivi che, non a caso, erano già stati fatti propri dalla cultura italiana di inizio Novecento. I personaggi di Amici miei sono proprio questo: protagonisti impazziti in fuga dalle ragnatele della vita sociale.
Ogni zingarata è una valvola di sfogo, ma sempre in agguato sta la vita, pronta a riafferrare coloro che, ingenuamente, tentano di poterle scappare; il Mascetti con la sua povertà, il Sassaroli con un'attività di continue urgenze, il Perozzi con la sua latente malattia, il Necchi con la situazione familiare; e prontamente la vita rapisce ciascun protagonista e lo mette di fronte a se stessa. In questo contesto il personaggio del Melandri appare il meno disincantato di tutti gli amici. Egli è colui che ha un lavoro tranquillo, perfettamente borghese, pseudointellettuale, che tenta di ricercare la massima perfezione possibile, cerca di indirizzare lui la vita, e non di farsi da lei trascinare, massimizzando il più possibile il suo utile.
Il Melandri, nonostante formalmente non abbia nulla di borghese, sogna l'amore di creature angeliche, una situazione sociale media, sogna di sprofondare nel quotidiano e nella normalità di realizzarsi. Eppure Monicelli forse ci vuole dire come tutti gli sforzi che tale personaggio compie per realizzare se stesso in una forma così omologata siano destinati a fallire e, soprattutto nel primo capitolo della saga, di come sia preferibile il disincanto del Perozzi. Chi è il più imbecille, lui che la vita la prende come un gioco, o l'uomo medio, il borghese-tipo, incarnato dal figlio Luciano, che la prende come una condanna ai lavori forzati? Il Perozzi si rende conto di non essere in grado nella sua mediocrità di uomo, o forse nella sua perfezione di uomo, di affrontare gli affanni di una vita imprigionata in una tela sociale che tutti noi contribuiamo a costruirci attorno.
Il Melandri, tuttavia, è proprio quello che da tale vita, che cerca invano di raggiungere, è più lontano: inconsciamente se ne rende conto, e la tentazione cui lo sottopongono gli amici nella scena dell'abbandono di Donatella è forse una delle punte più alte della tragicità del film, completamente mascherata come comica, tanto che sembra che nessuna delle vene malinconiche, che invece altrove percorrono come a fior di pelle la pellicola, vi si possa rintracciare. Invece, a mo' di fiume carsico, il dolceamaro diviene il simbolo di quelle inquadrature, un'epifania pirandelliana ben mascherata; la vera vita è la pazzia, se non altro la via di fuga, e il Melandri dà giustamente ascolto alle voci degli amici, che in fondo non sono altro che la voce della sua stessa coscienza, che gli sussurra di fuggire, in tutti i sensi, per non soccombere.
Nel secondo capitolo della saga tutto questo è presente anche se in misura molto minore, mentre nel terzo, divertentissimo pezzo di cinema, strascico degli anni della commedia del boom economico, il personaggio, così come ciascuno zingaro, è come epurato da tutto ciò e rimane da solo con la sua comicità. Ciò non deve far pensare ad un calo di tono o di qualità dell'ultima pellicola girata da Nanni Loy, anche se indubbiamente l'aria che si respira non è più quella monicelliana. Anche se gli intenti potevano non essere questi quando Amici miei - Atto IIIº fu girato, sembra che il Melandri, come tutti quanti ormai, abbia capito, salvo poi ricadere venialmente nell'errore della "trappola" della vita, che la fuga è tutto ciò di cui necessita e la erge non più a parentesi della vita, ma a vita stessa. Forse la vita vera, quella che ogni uomo del Novecento, specie quello post-bellico, cerca.